# Chindu
Chindu Dzong, Chinees: Chengduo Xian is een arrondissement in de Tibetaanse autonome prefectuur Yushu in de provincie Qinghai in China. De hoofdplaats van het arrondissement is Druchung.
Het heeft een oppervlakte van 13.793 km² en in 1999 telde het 39.106 inwoners. De gemiddelde hoogte is rond 4000 meter. De gemiddelde jaarlijkse temperatuur is 3,8 °C en jaarlijks valt er gemiddeld 600 mm neerslag. Circa 97,8% van de bevolking is Tibetaans.